# Powiat Vechta
Powiat Vechta (niem. Landkreis Vechta) – powiat w niemieckim kraju związkowym Dolna Saksonia. Siedziba powiatu znajduje się w mieście Vechta.

## Podział administracyjny
Powiat Vechta składa się z:
- 4 miast
- 6 samodzielnych gmin (niem. Einheitsgemeinde)

Miasta:
| Lp. | Nazwa miasta      | Ludność (31.12.2008) | Powierzchnia km² |
| --- | ----------------- | -------------------- | ---------------- |
| 1   | Damme             | 16.451               | 104,45           |
| 2   | Dinklage          | 12.772               | 72,65            |
| 3   | Lohne (Oldenburg) | 25.784               | 90,78            |
| 4   | Vechta            | 30.998               | 87,79            |

Gminy samodzielne:
| Lp. | Nazwa gminy           | Ludność (31.12.2008) | Powierzchnia km² |
| --- | --------------------- | -------------------- | ---------------- |
| 1   | Bakum                 | 5.853                | 79,00            |
| 2   | Goldenstedt           | 9.316                | 88,50            |
| 3   | Holdorf               | 6.498                | 54,86            |
| 4   | Neuenkirchen-Vörden   | 8.010                | 90,85            |
| 5   | Steinfeld (Oldenburg) | 9.550                | 60,00            |
| 6   | Visbek                | 9.274                | 84,06            |